# Rosewood (film)
Cet article concerne le film de John Singleton. Pour la ville de Floride, voir Rosewood.
Pour plus de détails, voir Fiche technique et Distribution.
Rosewood est un film américain réalisé par John Singleton et sorti en 1997. Le film revient sur le massacre de nombreux Afro-Américains en 1923 à Rosewood en Floride.

## Synopsis
En 1923, le village afro-américain de Rosewood en Floride est entièrement brûlé par des Blancs. Les rares survivants ne doivent leur vie qu'au courage et à la compassion de quelques hommes.

## Fiche technique
- Titre original et français : Rosewood
- Réalisation : John Singleton
- Scénario : Gregory Poirier
- Musique : John Williams
- Montage : Bruce Cannon
- Photographie : Johnny E. Jensen
- Décors : Paul Sylbert
- Costumes : Ruth E. Carter
- Production : Jon Peters

Coproductrice : Penelope L. Foster
Productrice déléguée : Tracy Barone
Producteurs associés : Russ Kavanaugh et Peter Ramsey
- Pays de production :  États-Unis
- Genre : drame historique
- Durée : 140 minutes
- Budget : 30 millions de dollars
- Dates de sortie :
  - États-Unis : 21 février 1997[1]
- Classé « R » par la Motion Picture Association of America

## Distribution
- Jon Voight : John Wright
- Ving Rhames : Mann
- Don Cheadle : Sylvester Carrier
- Bruce McGill : Duke Purdy
- Loren Dean : James Taylor
- Esther Rolle : tante Sarah
- Elise Neal : Beulah (Scrappie)
- Robert Patrick : le petit ami de Fanny
- Michael Rooker : le shérif Walker
- Catherine Kellner : Fanny Taylor
- Akosua Busia : Jewel
- Paul Benjamin : James Carrier
- Kevin Jackson : Sam Carter
- Mark Boone Junior : Poly
- Muse Watson : Henry Andrews
- Macon McCalman : le gouverneur Hardee

## Distinctions
Le film a été présenté en sélection officielle en compétition lors de Berlinale 1997. Le scénariste Gregory Poirier a obtenu le prix Paul Selvin aux Writers Guild of America Awards.